# فورت تاوسون (أوكلاهوما)
فورت تاوسون (بالإنجليزية: Fort Towson, Oklahoma)‏ هي بلدة أمريكية تقع في الولايات المتحدة في مقاطعة تشوكتاو، أوكلاهوما. يقدر عدد سكانها بـ 519 نسمة ومساحتها 15.4 كم2 و وترتفع عن سطح البحر 141 متر.

## التركيبة السكانية
حدّد مكتب تعداد الولايات المتحدة بيانات التركيبة السكانية لفورت تاوسون في تعداد الولايات المتحدة. في ما يلي، التركيبة السكانية حسب تعدادي 2000 و2010.

### تعداد عام 2000
بلغ عدد سكان فورت تاوسون 611 نسمة بحسب تعداد عام 2000، وبلغ عدد الأسر 255 أسرة وعدد العائلات 181 عائلة مقيمة في البلدة. في حين سجلت الكثافة السكانية 39.5 نسمة لكل كيلومتر مربع (102.3/ميل2). وبلغ عدد الوحدات السكنية 319 وحدة بمتوسط كثافة قدره 20.6 لكل كيلومتر مربع (53.4/ميل2).
وتوزع التركيب العرقي للبلدة بنسبة 86.42% من البيض و1.15% من الأمريكيين الأفارقة و8.02% من الأمريكيين الأصليين و0.49% من الأمريكيين ذوي الأصول الآسيوية و0.16% من الأعراق الأخرى و3.76% من عرقين مختلطين أو أكثر و2.29% من الهسبانيون أو اللاتينيون من أي عرق.
بلغ عدد الأسر 255 أسرة كانت نسبة 31% منها لديها أطفال تحت سن الثامنة عشر تعيش معهم، وبلغت نسبة الأزواج القاطنين مع بعضهم البعض 55.7% من أصل المجموع الكلي للأسر، ونسبة 12.2% من الأسر كان لديها معيلات من الإناث دون وجود شريك،  بينما كانت نسبة 3.1% من الأسر لديها معيلون من الذكور دون وجود شريكة وكانت نسبة 29% من غير العائلات. تألفت نسبة 26.7% من أصل جميع الأسر من عدة أفراد يعيشون في نفس المنزل ونسبة 14.5% كانت تتألف من شخص يعيش بمفرده يبلغ من العمر 65 عاماً أو أكثر. وبلغ متوسط حجم الأسرة المعيشية 2.40، أما متوسط حجم العائلات فبلغ 2.87.
بلغ العمر الوسطي للسكان 41.5 عاماً. وكانت نسبة 25% من القاطنين تحت سن الثامنة عشر، وكانت نسبة 6.2% بين الثامنة عشر والرابعة والعشرين عاماً، ونسبة 22.7% كانت واقعةً في الفئة العمرية ما بين الخامسة والعشرين والرابعة والأربعين عاماً، ونسبة 27.7% كانت ما بين الخامسة والأربعين والرابعة والستين، ونسبة 18.3% كانت ضمن فئة الخامسة والستين عاماً فما فوق. يوجد لكل 100 أنثى 85.7 ذكر، ويوجد لكل 100 أنثى في الثامنة عشر من عمرها فما فوق 86.9 ذكر.
بلغ متوسط دخل الأسرة في البلدة 19,676 دولارًا، أما متوسط دخل العائلة فبلغ 21,705 دولارًا. وكان متوسط دخل الذكور 19,583 دولارًا مقابل 16,389 دولارًا للإناث. وسجل دخل الفرد الخاص بالبلدة 12,612 دولارًا. وكانت نسبة 25.1% من العائلات ونسبة 31.7% من السكان تحت خط الفقر، وكان من هؤلاء نسبة 48.2% تحت سن الثامنة عشر ونسبة 26.1% في الخامسة والستين من العمر وما فوق.

### تعداد عام 2010
بلغ عدد سكان فورت تاوسون 519 نسمة بحسب تعداد عام 2010، وبلغ عدد الأسر 230 أسرة وعدد العائلات 145 عائلة مقيمة في البلدة. في حين سجلت الكثافة السكانية 33.6 نسمة لكل كيلومتر مربع (87.0/ميل2). وبلغ عدد الوحدات السكنية 317 وحدة بمتوسط كثافة قدره 20.5 لكل كيلومتر مربع (53.1/ميل2).
وتوزع التركيب العرقي للبلدة بنسبة 81.70% من البيض و3.28% من الأمريكيين الأفارقة و11.95% من الأمريكيين الأصليين و0.58% من الأعراق الأخرى و2.50% من عرقين مختلطين أو أكثر و2.31% من الهسبانيون أو اللاتينيون من أي عرق.
بلغ عدد الأسر 230 أسرة كانت نسبة 26.5% منها لديها أطفال تحت سن الثامنة عشر تعيش معهم، وبلغت نسبة الأزواج القاطنين مع بعضهم البعض 46.1% من أصل المجموع الكلي للأسر، ونسبة 12.6% من الأسر كان لديها معيلات من الإناث دون وجود شريك،  بينما كانت نسبة 4.3% من الأسر لديها معيلون من الذكور دون وجود شريكة وكانت نسبة 37% من غير العائلات. تألفت نسبة 31.7% من أصل جميع الأسر من عدة أفراد يعيشون في نفس المنزل ونسبة 16.1% كانت تتألف من شخص يعيش بمفرده يبلغ من العمر 65 عاماً أو أكثر. وبلغ متوسط حجم الأسرة المعيشية 2.26، أما متوسط حجم العائلات فبلغ 2.83.
بلغ العمر الوسطي للسكان 48.9 عاماً. وكانت نسبة 21% من القاطنين تحت سن الثامنة عشر، وكانت نسبة 7.1% بين الثامنة عشر والرابعة والعشرين عاماً، ونسبة 16.4% كانت واقعةً في الفئة العمرية ما بين الخامسة والعشرين والرابعة والأربعين عاماً، ونسبة 32% كانت ما بين الخامسة والأربعين والرابعة والستين، ونسبة 23.5% كانت ضمن فئة الخامسة والستين عاماً فما فوق. وتوزع التركيب الجنسي للسكان بنسبة 46.6% ذكور و53.4% إناث.